# Nati nel 1919/Giugno
| Questa pagina contiene informazioni ricavate automaticamente dalle voci biografiche con l'ausilio del template Bio e di un bot. L'aggiornamento è periodico e automatico e ricostruisce completamente la pagina. Se manca una persona in questa lista, sei pregato di non aggiungerla, ma accertati piuttosto che la sua voce biografica contenga il template Bio e che i dati anagrafici siano correttamente compilati. Se il template Bio manca, inseriscilo tu stesso o, in alternativa, metti l'avviso {{tmp\|Bio}} che ne segnala la mancanza. Se i dati riportati sono sbagliati, correggi direttamente la voce biografica; le modifiche saranno visibili in questa lista entro pochi giorni. Per chiarimenti vedi il progetto biografie. La lista contiene solo le 115 persone che sono citate nell'enciclopedia e per le quali è stato implementato correttamente il template Bio. Pagina aggiornata al 18 lug 2025. |

- 1º giugno - Géza Boldizsár, allenatore di calcio e calciatore ungherese († 1988)
- 1º giugno - Adelia Casari, partigiana italiana († 2013)
- 1º giugno - Judith Graham Pool, scienziata statunitense († 1975)
- 1º giugno - Leonardo Umile, partigiano italiano († 1945)
- 2 giugno - Roberto Lacedelli, sciatore alpino e saltatore con gli sci italiano († 1983)
- 2 giugno - Florence Marly, attrice ceca († 1978)
- 3 giugno - Isaac Alfaro, cestista messicano († 1999)
- 3 giugno - Felice Cordero di Pamparato, nobile, militare e partigiano italiano († 1944)
- 4 giugno - Federico Umberto D'Amato, funzionario, poliziotto e agente segreto italiano († 1996)
- 4 giugno - Camille Danguillaume, ciclista su strada francese († 1950)
- 5 giugno - James C. Fletcher, fisico statunitense († 1991)
- 5 giugno - Max Huber, grafico, designer e docente svizzero († 1992)
- 5 giugno - Veikko Huhtanen, ginnasta finlandese († 1976)
- 5 giugno - Richard Scarry, scrittore e illustratore statunitense († 1994)
- 6 giugno - Peter Carington, VI barone Carrington, nobile e politico britannico († 2018)
- 6 giugno - Oretta Fiume, attrice italiana († 1994)
- 7 giugno - Leopold Fellerer, militare e aviatore austriaco († 1968)
- 7 giugno - Ettore Mazzarri, chimico italiano († 2009)
- 7 giugno - Arturo Perugini, avvocato e politico italiano († 1983)
- 7 giugno - Ernesto Trevisi, militare e aviatore italiano († 1940)
- 9 giugno - Isaak Jefremovyč Boleslavs'kyj, scacchista sovietico († 1977)
- 9 giugno - Giovanni Bonetto, militare italiano († 1943)
- 9 giugno - Gerd Oswald, regista statunitense († 1989)
- 10 giugno - Emilio Barbero, calciatore italiano († 1996)
- 10 giugno - Mario Foscarini, politico italiano († 2004)
- 10 giugno - Martha Goldstein, pianista e clavicembalista statunitense († 2014)
- 10 giugno - Mario Silvestri, ingegnere italiano († 1994)
- 11 giugno - Luis Antonio Ferreyra, calciatore argentino
- 11 giugno - Stanley Edgar Hyman, critico letterario statunitense († 1970)
- 11 giugno - Richard Todd, attore irlandese († 2009)
- 12 giugno - Ahmed Abdallah, politico comoriano († 1989)
- 12 giugno - Oberdan Cattani, calciatore brasiliano († 2014)
- 12 giugno - Luigi Di Pasquale, calciatore italiano
- 12 giugno - Uta Hagen, attrice tedesca († 2004)
- 12 giugno - Murray Moston, attore statunitense († 1998)
- 12 giugno - Pietro Sforzin, calciatore italiano († 1986)
- 13 giugno - Maria Apollonio, velocista italiana († 1990)
- 13 giugno - Antonio Balasso, aviatore italiano († 1993)
- 13 giugno - Giovanni Gigliozzi, scrittore, giornalista e regista radiofonico italiano († 2007)
- 13 giugno - Nino Leotti, pittore italiano († 1993)
- 13 giugno - Margaretha Rothe, antifascista tedesca († 1945)
- 14 giugno - Gene Barry, attore statunitense († 2009)
- 14 giugno - Fabrizio Dentice, scrittore e giornalista italiano († 2020)
- 14 giugno - Leo Solari, politico, partigiano e scrittore italiano († 2009)
- 14 giugno - June Spencer, attrice britannica († 2024)
- 14 giugno - Sam Wanamaker, attore, regista e direttore teatrale statunitense († 1993)
- 15 giugno - Andy Aitken, calciatore scozzese († 2000)
- 15 giugno - Paul Joseph Phạm Đình Tụng, cardinale e arcivescovo cattolico vietnamita († 2009)
- 15 giugno - Mario Revollo Bravo, cardinale e arcivescovo cattolico colombiano († 1995)
- 15 giugno - Hans Werthén, ingegnere e dirigente d'azienda svedese († 2000)
- 16 giugno - Guido Boldi, calciatore italiano
- 16 giugno - Charlie Epperson, cestista statunitense († 1996)
- 16 giugno - Camillo Fabbri, calciatore e allenatore di calcio italiano († 2005)
- 16 giugno - Mario Urbani, calciatore italiano († 1995)
- 16 giugno - Al Viola, chitarrista statunitense († 2007)
- 16 giugno - Ken Watson, cestista e allenatore di pallacanestro australiano († 2008)
- 17 giugno - Patrick Cranshaw, attore statunitense († 2005)
- 17 giugno - Beryl Reid, attrice britannica († 1996)
- 17 giugno - Galina Ivanovna Ustvol'skaja, compositrice sovietica († 2006)
- 18 giugno - Alfredo Libero Ferretti, fotografo italiano († 2007)
- 18 giugno - Jüri Järvet, attore estone († 1995)
- 18 giugno - Massimo Montano, partigiano italiano († 1944)
- 18 giugno - Woody Norris, cestista statunitense († 2007)
- 18 giugno - Shmuel Safrai, storico e biblista israeliano († 2003)
- 18 giugno - Saturnino Yebra, calciatore argentino
- 19 giugno - Quinto Ascione, militare italiano († 1942)
- 19 giugno - Carlo Cavalla, vescovo cattolico italiano († 1999)
- 19 giugno - Carol Forman, attrice statunitense († 1997)
- 19 giugno - Pauline Kael, critica cinematografica statunitense († 2001)
- 19 giugno - Gualtiero Serafino, militare italiano († 1940)
- 19 giugno - Zofia Wardyńska, pallavolista e cestista polacca († 2010)
- 19 giugno - Malika al-Fassi, scrittrice marocchina († 2007)
- 20 giugno - Isabella Abbott, educatrice e botanica statunitense († 2010)
- 20 giugno - Piero Guarino, pianista, direttore d'orchestra e compositore italiano († 1991)
- 20 giugno - Marcel Quertinmont, ciclista su strada belga († 1979)
- 21 giugno - Tsilla Chelton, attrice francese († 2012)
- 21 giugno - Nelson Gonçalves, cantante, compositore e chitarrista brasiliano († 1998)
- 21 giugno - Guy Lux, conduttore televisivo francese († 2003)
- 21 giugno - Antonia Mesina, italiana († 1935)
- 21 giugno - Vladimir Simagin, scacchista sovietico († 1968)
- 21 giugno - Paolo Soleri, architetto, scrittore e scultore italiano († 2013)
- 21 giugno - Sverre Zachariassen, calciatore norvegese († 2002)
- 22 giugno - Gower Champion, ballerino, coreografo e attore statunitense († 1980)
- 22 giugno - Luciana Farri, cestista italiana
- 22 giugno - Giorgio Issel, partigiano italiano († 1943)
- 22 giugno - Rościsław Iwanow-Ruszkiewicz, cestista, pallavolista e pallamanista polacco († 1990)
- 22 giugno - Clifton McNeely, cestista e allenatore di pallacanestro statunitense († 2003)
- 22 giugno - Henri Tajfel, psicologo britannico († 1982)
- 23 giugno - Mohamed Boudiaf, politico algerino († 1992)
- 23 giugno - Angelo Canavesi, calciatore italiano
- 23 giugno - Åke Fridell, attore svedese († 1985)
- 23 giugno - Hermann Gmeiner, filantropo austriaco († 1986)
- 23 giugno - Gunnar Nielsen, attore svedese († 2009)
- 23 giugno - R.C. Pitts, cestista statunitense († 2011)
- 24 giugno - Al Molinaro, attore statunitense († 2015)
- 25 giugno - Gianni Baghino, attore italiano († 1995)
- 25 giugno - Jean-Louis Bory, scrittore, giornalista e critico cinematografico francese († 1979)
- 25 giugno - Teresio Ricci, storico, poeta e partigiano italiano († 2001)
- 26 giugno - David Conover, fotografo e scrittore statunitense († 1983)
- 26 giugno - Kenneth Davidson, cestista e allenatore di pallacanestro statunitense († 1988)
- 26 giugno - Carlo Donat-Cattin, sindacalista e politico italiano († 1991)
- 26 giugno - Luis Gardella, cestista peruviano
- 26 giugno - Sllave Llambi, allenatore di calcio e calciatore albanese († 1985)
- 26 giugno - Kenneth MacCorquodale, psicologo statunitense († 1986)
- 27 giugno - Amala Shankar, ballerina e attrice indiana († 2020)
- 28 giugno - Ruggero Maccari, sceneggiatore e regista italiano († 1989)
- 28 giugno - Bálint Nagy, sollevatore ungherese († 1975)
- 29 giugno - Ernesto Corripio y Ahumada, cardinale e arcivescovo cattolico messicano († 2008)
- 29 giugno - Dea Garbaccio, cantante italiana († 1997)
- 29 giugno - Slim Pickens, attore statunitense († 1983)
- 29 giugno - Lloyd Richards, regista canadese († 2006)
- 30 giugno - Marcello Di Puccio, politico italiano († 2003)
- 30 giugno - André Makarakiza, arcivescovo cattolico burundese († 2004)
- 30 giugno - Luigi Santa Maria, orientalista e linguista italiano († 2008)
- 30 giugno - Ed Yost, inventore statunitense († 2007)